# リュスティック

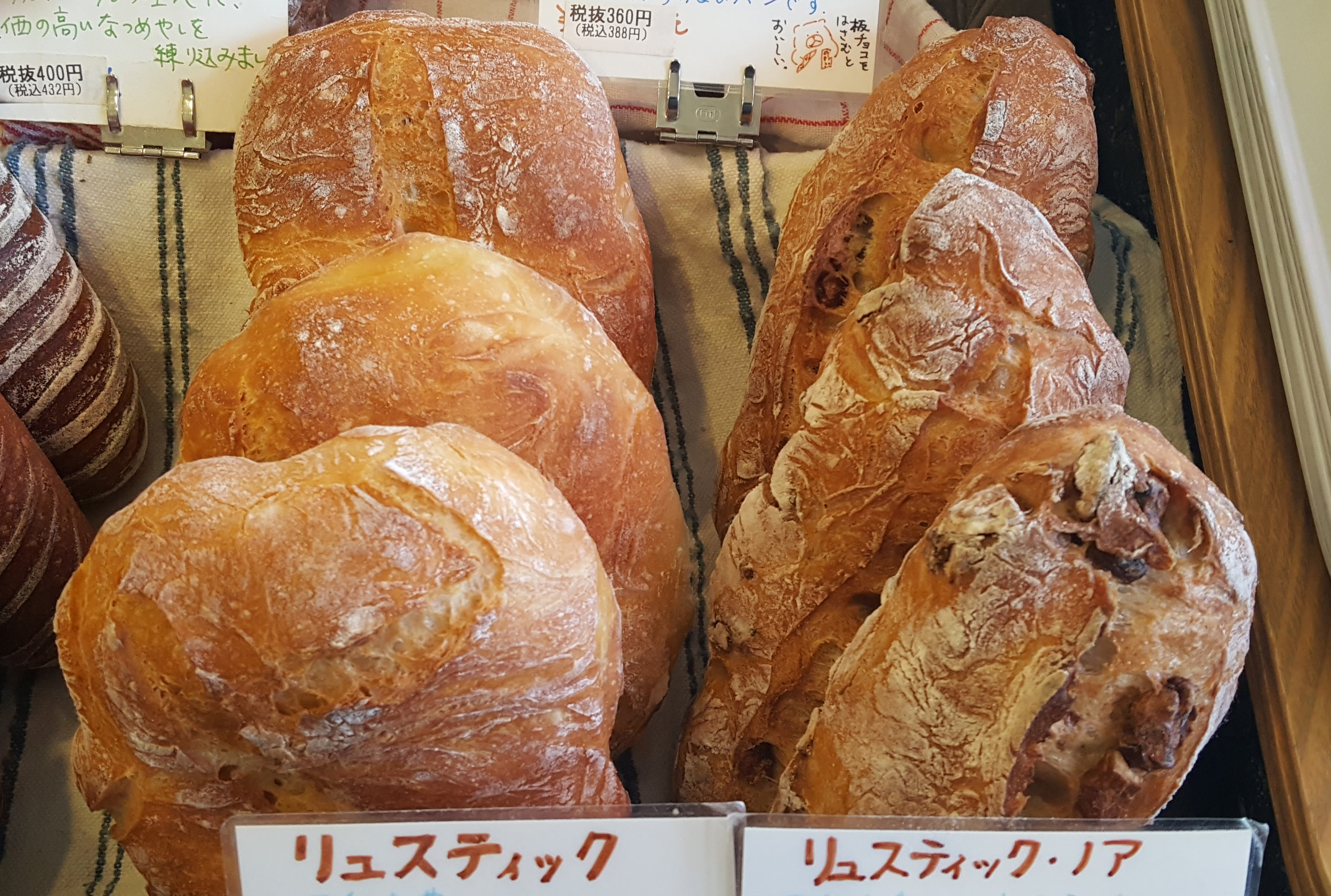
日本で売られているリュスティック（左）とクルミ入りリュスティック（右）

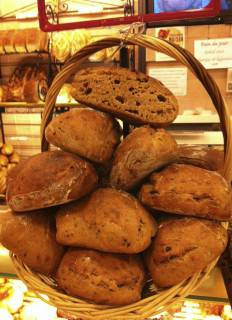
リュスティック・パン

リュスティック（仏語:Rustique ）またはリュスティークは、フランスパンの一種。
パン生地の水分量が多く、ベタつき、成形するのが難しいため、生地を分割したそのままの形で成形せずに二次発酵させ、焼成する。このため形が不定形である。
リュスティックとはフランス語で「素朴」「野趣」という意味で、日本ではレイモン・カルヴェルが復古的なレシピとして広めたパンの一つである。
リュスティックにクルミを入れて、クルミ入りリュスティック（Rustique aux noix）、クルミ入りリュスティック菓子パン（Macaron rustique aux noix）など、様々に作られている。

## 参照項目
- フランスパンの種類